# Como

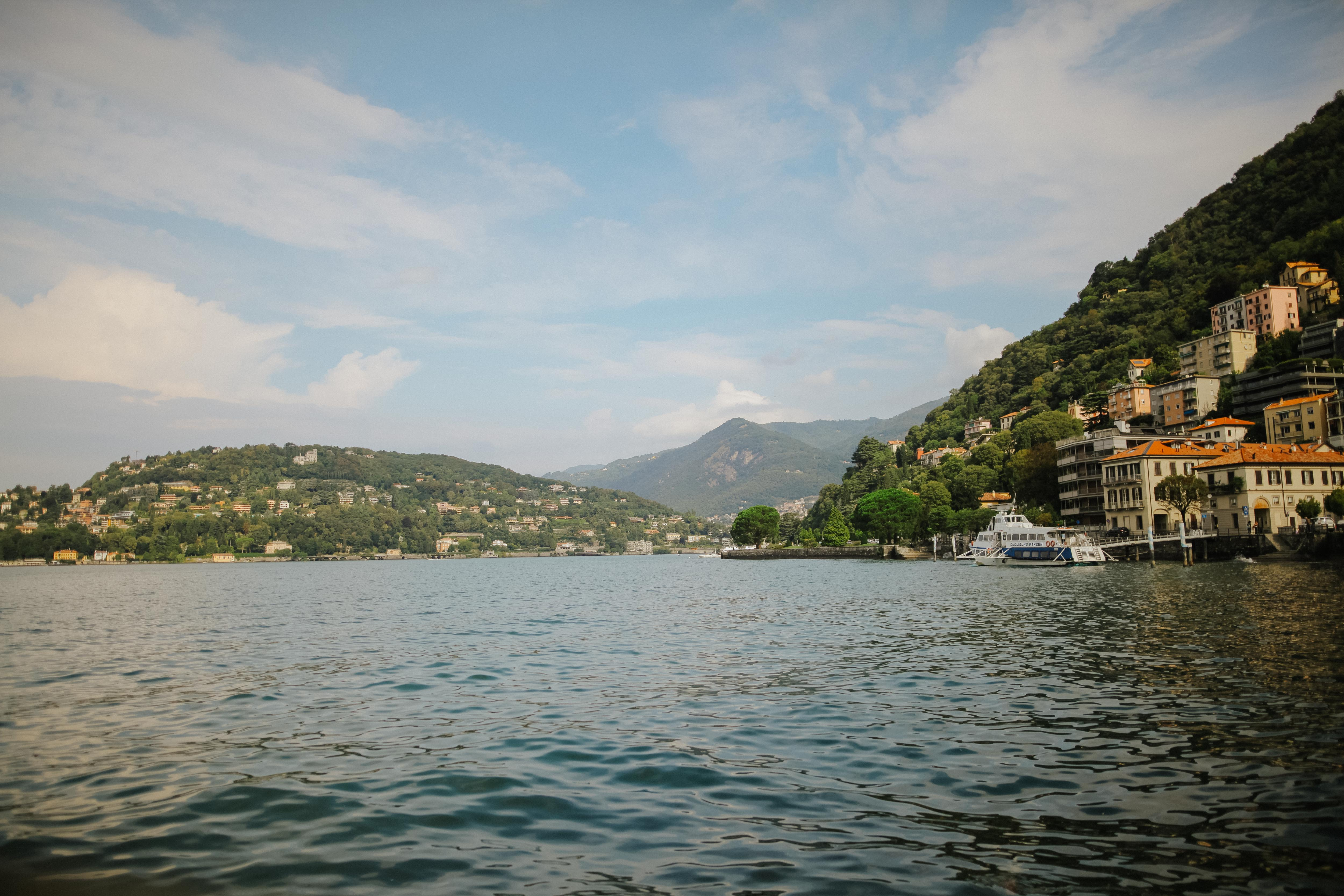
Vista del lago de Como

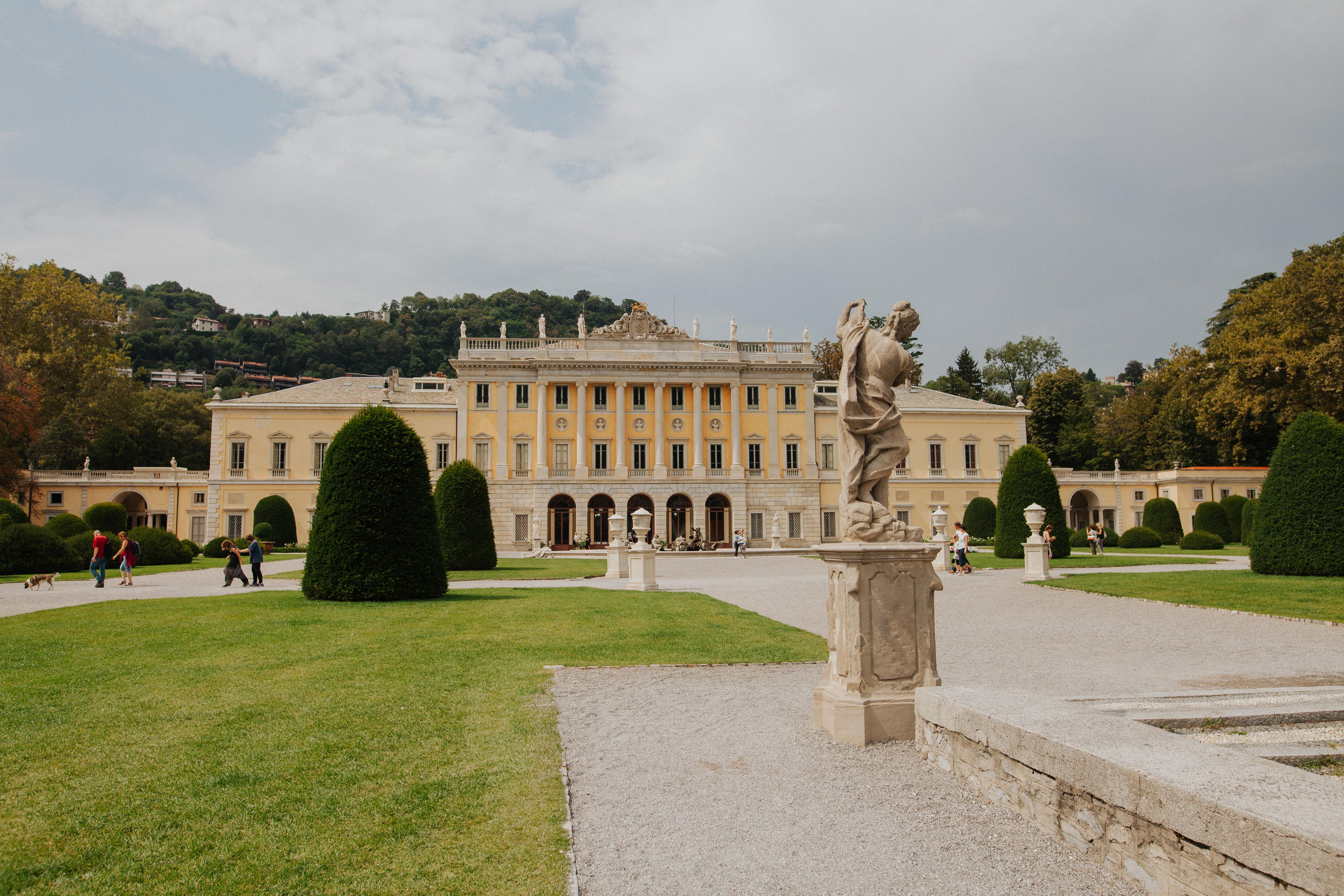
El imponente edificio neoclásico, encargado por el marqués Odescalchi, se completó en 1812. Pasó de un propietario a otro a lo largo del, y en 1925 pasó a ser propiedad del municipio de Como, que lo utiliza desde entonces como sede de eventos culturales y exposiciones de arte.

Como es una ciudad situada en el norte de Italia, en el extremo del brazo suroeste del lago de Como, muy cerca de la frontera con Suiza, al pie de los Alpes. Perteneciente a la región de Lombardía, es capital de la provincia de Como. En 2010 tenía unos 84 876 habitantes. La zona destaca por las villas y palacios de la jet set. Su economía se basa principalmente en la industria (la famosa manufactura de la seda) y el turismo.

## Toponimia
Tanto en español como en italiano se la conoce como Como (pronunciado /ˈkɔːmo/ⓘ). En lombardo es Còm. A sus habitantes se les denomina comaschi.

## Geografía
La ciudad se encuentra junto a las orillas del lago de Como. Se trata de un lago bordeado por los Alpes Italianos. Tiene origen glaciar y forma de "Y" invertida, con tres ramificaciones más delgadas que se unen en la localidad turística de Bellagio. Al final de la rama suroccidental se erige la ciudad de Como. Es uno de los más profundos de toda Europa, llegando en su punto más hondo a casi 420 m de profundidad.
Como se encuentra a 201 m de altitud sobre el nivel del mar, a una distancia de 45 km al norte de Milán. 

## Historia

Vista de la ciudad en la primera mitad del

Fue una importante ciudad de la Roma Antigua, fundada en el siglo I a. C., a la que llamaron "Novum Comum".  Tenía el estatus de municipio. Alcanzó su apogeo en el siglo XI. En 1127 fue destruida por los milaneses y reconquistada por el emperador Federico Barbarroja, antes de incorporarse de nuevo a Milán en 1355. Inicialmente se estableció en las cercanas colinas, aunque por orden de Julio César se trasladaría tiempo después a su ubicación actual. Su centro histórico conserva el trazado urbano de los tiempos en que fuera colonia romana, de ahí el recuerdo latente de este período histórico.
En la Edad Media, luchó a menudo con la cercana Milán, tanto en el periodo comunal como en el siglo XV, cuando cayó en manos de Francesco Sforza. A partir del siglo XVI se convirtió en uno de los centros europeos principales donde se tejía la seda, tradición que se conserva incluso ahora.
En octubre de 1525, después de la batalla de Pavía, fue ocupada por tropas españolas según orden de Antonio de Leyva, permaneciendo como parte del ducado español de Milán, hasta su conquista por los austriacos a finales de 1706. 
En el siglo XIX, perteneció al Reino napoleónico de Italia, hasta 1814 cuando es ocupada por el Imperio austríaco pasando a formar parte del Reino lombardo-véneto. En 1859, terminada la Segunda guerra de la Independencia italiana es anexada al Reino de Cerdeña.
Algunas de las personalidades destacadas surgidas de la ciudad de Como fueron los historiadores latinos Plinio el Viejo y Plinio el Joven (siglo I) y el científico Alessandro Volta.

## Demografía
| Gráfica de evolución demográfica de Como entre 1861 y 2001 |
|                                                            |
| Fuente ISTAT - elaboración gráfica de Wikipedia            |

## Monumentos y lugares de interés

### Catedral

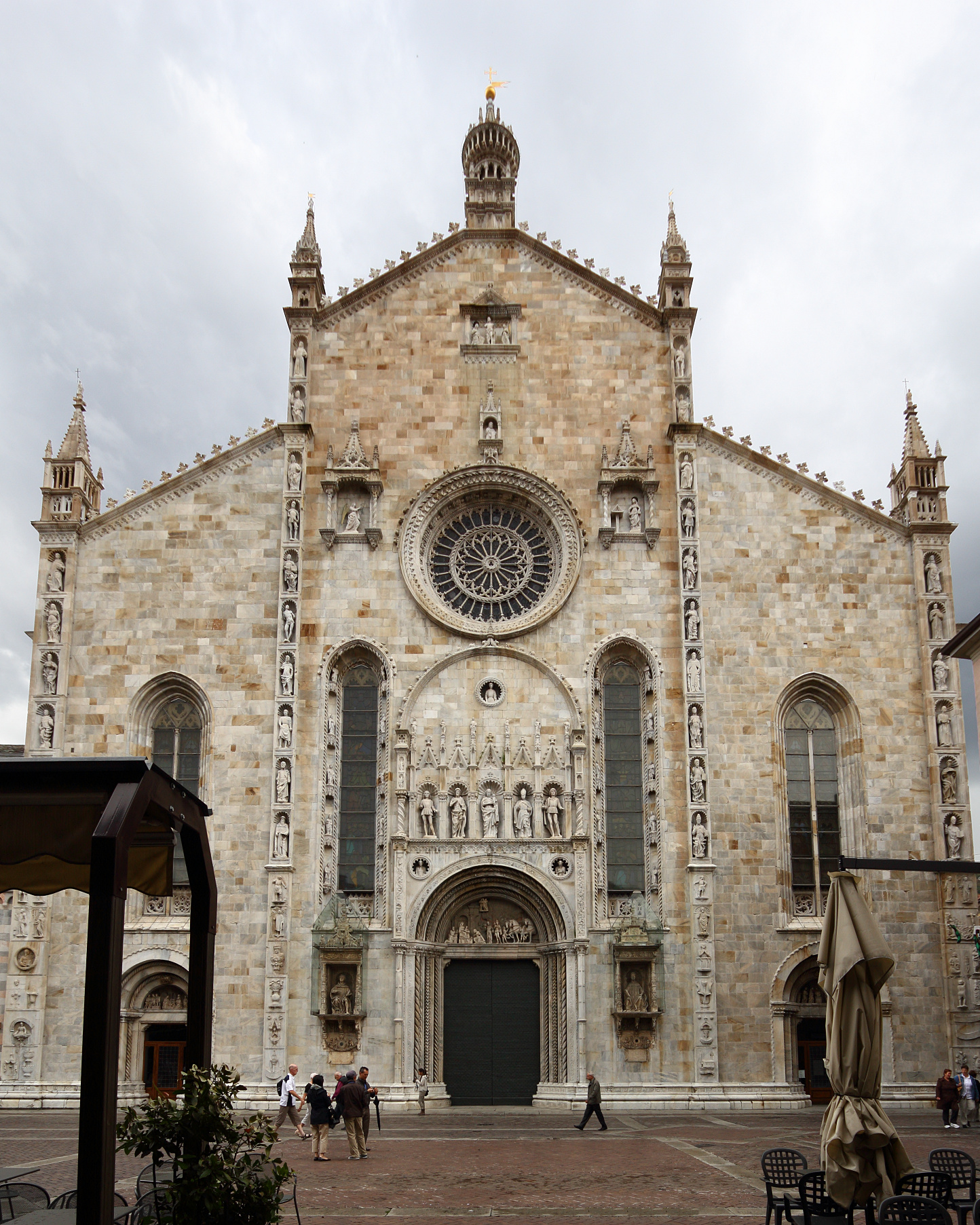
Catedral de Como

Comenzada su construcción en 1396, fue continuada durante el Renacimiento y se concluyó en 1740. Presenta una fachada decorada con profusión a partir de 1484 por los hermanos Rodari, autores también de la portada norte llamada "de la Rana". La fachada se encuentra flanqueada por dos estatuas renacentistas que representan a Plinio el Viejo y Plinio el Joven.
El interior es de arquitectura gótica, presenta una estructura de cruz latina y decoración principalmente renacentista. En la nave derecha hay lienzos de Bernardino Luini y G. Ferrari. Adosado a la fachada se encuentra el ayuntamiento, antiguo palacio comunal, construido en el siglo XIII, con soportales en la planta baja y hermosas ventanas triples en la planta superior. La iglesia se encuentra coronada con una cúpula de estilo rococó, diseñada por Filippo Juvara.
En la catedral se encuentra la cripta donde yacen los restos del Beato Padre Luis Guanella.

### San Fedele

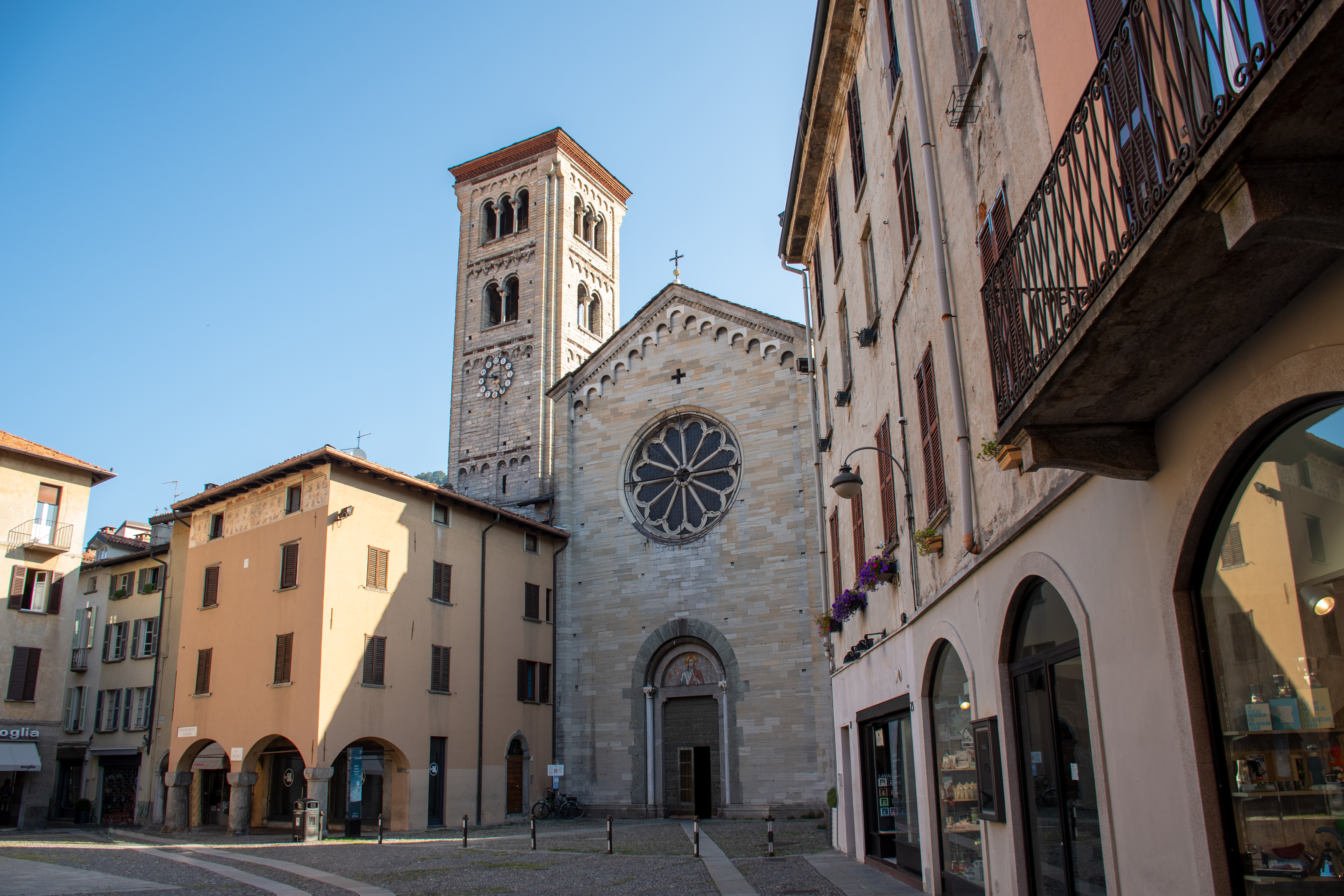
Iglesia de San Fedele, de estilo románico.

Es una iglesia de estilo románico lombardo, construida alrededor del año 1120, sobre un edificio preexistente. Destaca la portada del ábside, decorada con bellos bajorrelieves. El interior está compuesto por tres naves, con un espléndido ábside románico con dos hileras de arquerías. La torre del campanario fue reconstruida en el siglo XX.

### Basílica de Sant'Abbondio
La basílica de Sant'Abbondio es una iglesia románica, consagrada en el año 1095 por el papa Urbano II. Constituye una obra maestra de la arquitectura lombarda. La fachada, precedida por un pórtico, es sobria y noble con columnas altas y elegantes. El interior contiene pinturas del siglo XI y frescos del siglo XIV.

### Villa Olmo
Construida desde 1797 en estilo neoclásico por la familia Odescalchi. Hospedó célebres personajes, entre ellos Napoleón Bonaparte, Ugo Foscolo, Metternich, el emperador Francisco Fernando I, Giuseppe Garibaldi y Juan Lamberti.

### Templo Voltiano

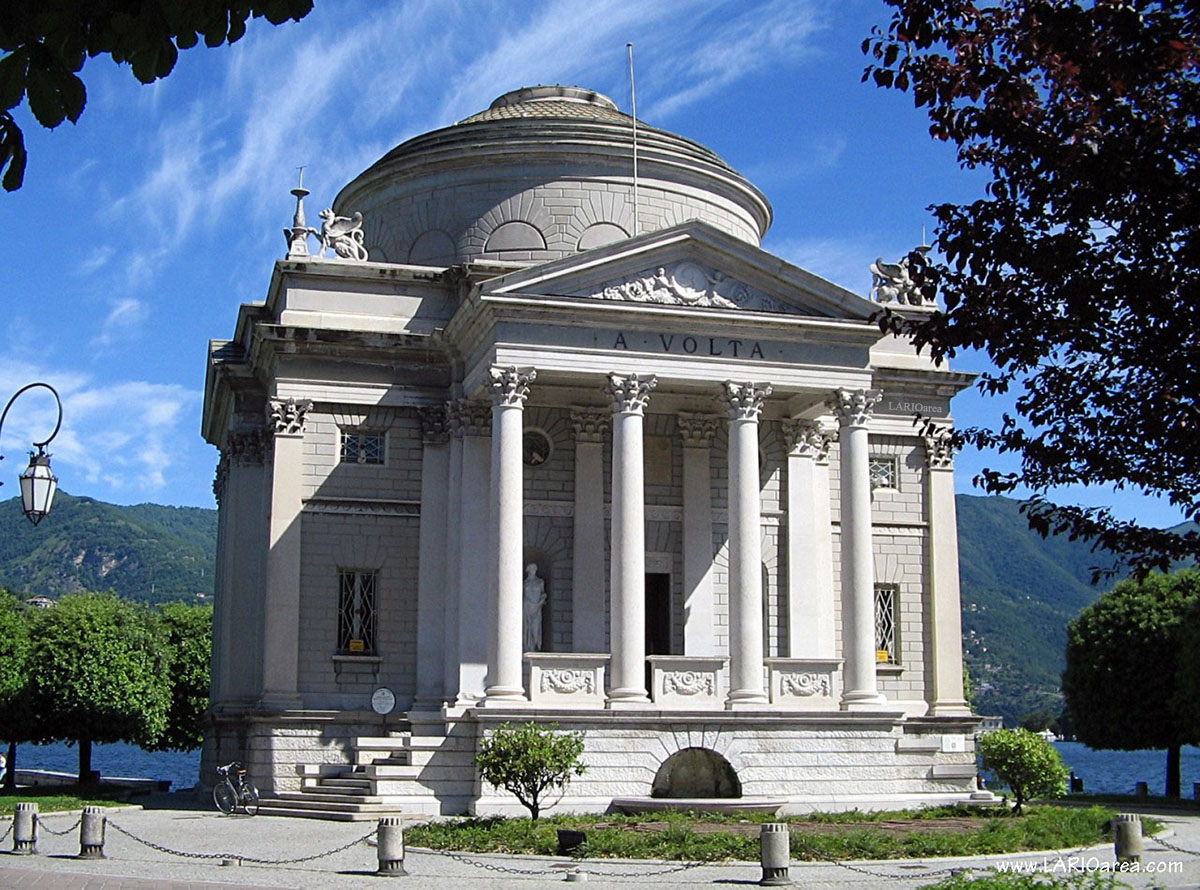
Templo Voltiano

El Templo Voltiano se encuentra junto al lago de Como. Fue construido en 1927 en estilo neoclásico e inspirado claramente en el Panteón. Fue realizado por voluntad del empresario algodonero Francesco Somaini, con el fin de acoger dignamente los originales y las reconstrucciones de los instrumentos científicos de Alessandro Volta, que el incendio de 1899 había destruido durante la gran Exposición Voltaica, montada en Como con ocasión del centenario de la invención de la pila.

## Deportes
El club de fútbol de la ciudad, Como 1907, participa desde la temporada 2024-25, en la primera división del fútbol nacional, la Serie A. Juega de local en el Estadio Giuseppe Sinigaglia cuyo aforo es de 13.602 espectadores.